# Armistici del 22 de juny de 1940

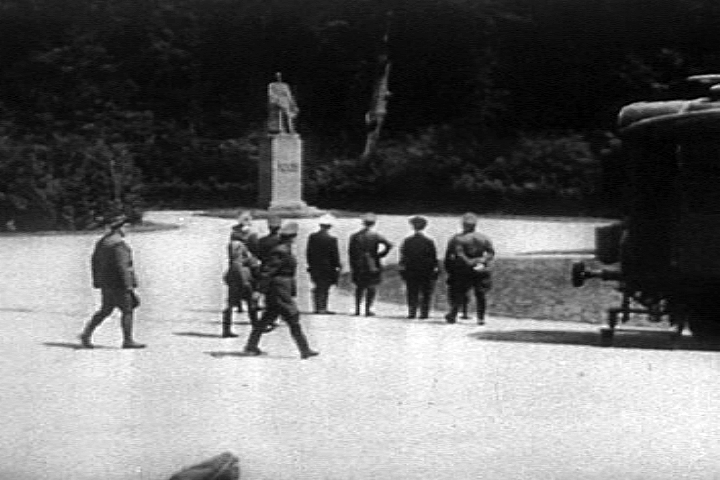
Hitler, al centre del grup, amb la mà al costat, i els seus generals davant l'estàtua del Mariscal de França Ferdinand Foch abans de la signatura de l'armistici. A la dreta de la imatge pot veure's una part del vagó de l'armistici.

L'armistici del 22 de juny de 1940 és el nom d'un acord de cessament d'hostilitats entre les autoritats del Tercer Reich alemany i els representants de França. Va ser signat aquell mateix dia a Rethondes, al bosc de Compiègne, sent triat expressament com a lloc per a signar l'armistici justament perquè va ser el lloc on es va signar l'armistici de l'11 de novembre de 1918 que indicava el final de la I Guerra Mundial amb la derrota d'Alemanya, signant-se a l'anomenat vagó de l'armistici, el mateix que s'havia usat el 1918.
L'Armistici establí les condicions oficials de l'ocupació alemanya de França, que resultà dividida en dues grans zones: la França Ocupada, directament sota control alemany, i l'anomenada Zona Lliure, sota l'autoritat de la França de Vichy. A més de les dues zones citades, es distingeix el Departament del Nord, que queda unit al Govern Militar Alemany a Bèlgica, l'anomenada "zona reservada" a l'est (Alsàcia i Lorena); l'anomenada "zona prohibida", a la costa del canal de la Mànega i l'Atlàntic i una petita zona d'ocupació italiana a França.
L'avanç dels Aliats després del desembarcament de Normandia permeté des de juny de 1944 restablir la sobirania francesa sobre el seu territori nacional i posar final al règim col·laboracionista del mariscal Pétain.

## Batalla de França
Van enviar al nord els exèrcits que eren més moderns i millors i van perdre al setge que hi hagué, França havia perdut el seu armament i les millors formacions armades. Entre el maig i el juny, les forces franceses estaven refugiades i Alemanya els va amenaçar d'ocupar París. El govern francès es va veure obligat a refugiar-se a Bordeus el 10 de juny per tal de no ser capturat i va declarar París una ciutat oberta.Cap al 22 de juny, la Wehrmacht havia perdut 27000 soldats (morts), més de 111000 van ser ferits i 92000 es van perdre, contra els 92000 morts i els 200000 ferits de França. El Cos Expedicionari Britànic va perdre més de 68000 homes.

## Elecció de Compiègne
Quan Adolf Hitler va ser avisat pel Govern francès que volien negociar un armistici, Hitler va escollir el bosc de Compiègne per a fer les negociacions. Com que Compiègne va ser on se signà l'Armistici de 1918, que proclamà el final de la Primera Guerra Mundial i va significar una derrota humiliant per a Alemanya, Hitler va adonar-se que aquell era el millor lloc per a una venjança sobre França. Hitler va ordenar que el vagó de tren on es va signar l'Armistici de 1918 fos dut cap a Compiègne per tal d'humiliar encara més els francesos.
Posant el vagó la mateixa via de tren on es va signar l'Armistici de 1918 (la van treure d'un museu i la van emplaçar justament on era llavors), Hitler va seure a la mateixa cadira on va seure el Mariscal Ferdinand Foch quan es va veure amb els representants dels alemanys, derrotats. Després d'escoltar la lectura del preàmbul, Hitler, en un calculat gest de menyspreu cap als delegats francesos, va abandonar el vagó, deixant les negociacions al cap de l'OKW, el General Wilhelm Keitel.

## Condicions de l'armistici de Rethondes

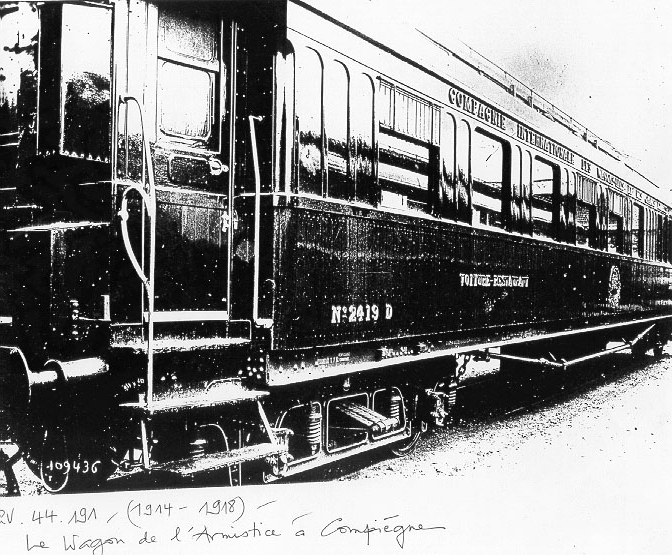
Imatge del vagó de l'armistici, emprat per signar aquest armistici i per la de l'Armistici de l'11 de novembre de 1918.

La delegació francesa, presidida pel general Charles Huntziger i incloent un civil (l'ambaixador Léon Noël), i havia rebut del general Maxime Weygand, nou ministre de Defensa, les instruccions formals de rebutjar 3 exigències alemanyes: l'ocupació de tot el territori metropolità, el lliurament de la flota i la instal·lació dels alemanys al territori colonial.
Les condicions de l'armistici es trobaven motivades per les preocupacions del moment d'Adolf Hitler: per descomptat, s'havia d'evitar de forma permanent que França pogués ser una gran potència militar; però calia evitar que la flota francesa no s'unís al Regne Unit, únic país que quedava per vèncer, ja que un acord de pau amb els britànics en aquells moments quedava molt lluny de la realitat. Per un altre costat, no s'havia d'irritar ni a Itàlia, llavors l'únic aliat, ni a Espanya, un potencial aliat. Hitler es trobà amb Mussolini el 18 de juny per convèncer-lo que acceptés les instruccions de Weygang (que havia endevinat). El Duce volia ocupar França fins al Rodan, apoderar-se de la flota i annexionar-se Niça, Còrsega i els dos departaments francesos que formaven la Savoia històrica: l'Alta Savoia i Savoia.
És tot aquest conjunt de complexes consideracions el que determinarà les condicions de l'acord de l'armistici, un breu text de vint-i-quatre articles, que contenia, entre d'altres, les següents clàusules:
- els presoners de guerra (més de milió i mig d'homes) seguirien en captivitat fins a la signatura d'un acord de pau.
- la meitat nord, així com la costa atlàntica, quedaven sota l'ocupació alemanya, constituint l'anomenada "zona ocupada", que comprenia aproximadament tres cinquenes parts del territori francès. La resta formava l'anomenada "zona lliure", és a dir, la no-ocupada, ubicada principalment al sud del riu Loira. Ambdues zones quedaven separades per l'anomenada "línia de demarcació".
- França havia de proveir el manteniment de l'exèrcit alemany d'ocupació. L'import del manteniment és fixat de forma gairebé discrecional pels alemanys, sent fixat, de mitjana, en uns 400 milions de francs al dia.
- A la "zona lliure", l'exèrcit francès queda limitat a 100.000 homes, i les tropes queden desarmades
- La sobirania francesa s'exerceix sobre el conjunt del territori, incloent la zona ocupada, Alsàcia i Mosela, però a la zona ocupada s'estipula que Alemanya exerceix "els drets de la potència ocupant", la qual cosa implica que l'administració francesa col·labora amb ella "d'una manera correcta"
- L'imperi colonial francès queda igualment sota l'autoritat del govern francès.
- Les naus de guerra han de dirigir-se als seus ports d'amarratge de períodes de pau, encara que algun d'ells (com el de Brest) es trobi a la zona ocupada.
- França ha de lliurar als refugiats polítics alemanys o austríacs refugiats al seu territori i que havien fugit del nazisme.

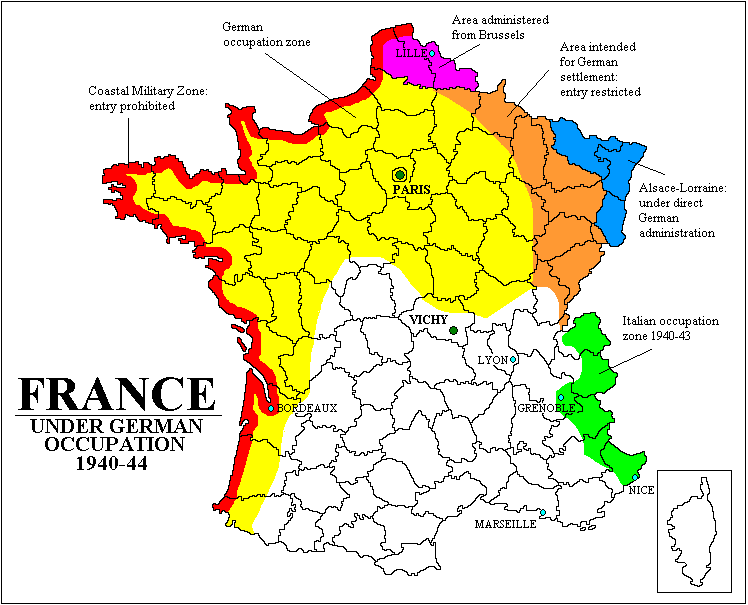
Mapa de la França resultant de les clausules de l'Armistici: en vermell, la costa prohibida sota jurisdicció militar alemanya; en groc, la zona d'ocupació militar alemanya; en rosa, la zona sota l'administració del Govern Militar alemany de Brussel·les; en taronja, la zona d'accés restringit a l'est; en blau, Alsàsia i Lorena, incorporades de facto a Alemanya; en verd, la zona d'ocupació italiana; i en blanc, l'anomenada zona lliure, administrada per la França de Vichy.

L'elecció de Hitler de permetre a la vençuda França la conservació del seu imperi colonial pot semblar sorprenent. Hitler, en una carta a Mussolini, justificà la seva decisió (així com la de mantenir una zona no-ocupada) pel temor de no empènyer a França ni a la seva potent flota a la continuació de la guerra des de les colònies (la qual cosa certament va ser proposta per diversos polítics francesos). La Kriegsmarine no estava en condicions per a la conquesta del gran imperi colonial francès d'ultramar, i l'enviament de tropes a territoris allunyats no entrava dins dels plans de Hitler. De fet, a excepció de l'Àfrica Equatorial Francesa i de Nova Caledònia, les colònies franceses no s'unirien ni a la França Lliure de Charles de Gaulle ni als Aliats als mesos següents a l'armistici.
Per la seva part, Winston Churchill, enfrontant al risc insuportable de veure a la flota francesa fondejant als seus ports de matrícula ara ocupats per l'enemic, segons les estipulacions de l'armistici, envià el 3 de juny de 1940 una flota britànica a les ordres de l'almirall Sir James Somerville perquè plantegés als francesos que es trobaven a la base de Mers-el-Kébir que se'ls unissin o que es dirigissin a les Antilles franceses. L'almirall Marcel-Bruno Gensoul, comandant de la flota francesa, rebutjà l'ultimàtum, sense arribar a informar al govern de Vichy de totes les possibilitats allà plantejades, especialment la relativa de dirigir-se a les Antilles per quedar a recer dels alemanys. A conseqüència d'això, els britànics atacaren, i en el transcurs del combat van ser enfonsats els principals vaixells francesos que es trobaven a la base.
L'almirall François Darlan, qui inicialment havia rebutjat enviar a Brest les unitats allà destinades en temps de pau i havia ordenat a la totalitat de la flota francesa replegar-se a les bases al nord d'Àfrica, modificà les seves ordres arran de l'atac britànic i ordenà a la flota que fondegés al port metropolità de Toló (que es trobava a la zona lliure) a finals de 1940.
Per un altre costat, Itàlia, tot i reivindicar els territoris de l'antic comtat de Niça i Savoia, que no havia aconseguit conquerir en combat, ha d'acontentar-se amb la ciutat mediterrània de Menton. La resta de territoris reivindicats no seran ocupats pel Regio Esercito italià, sinó que posteriorment, l'11 de novembre de 1942, durant la invasió de la zona abans no ocupada.
Molts dels republicans exiliats de la Guerra Civil Espanyola es van fer servir com a mà d'obra oferta pel Govern de Vichy a les forces nazis de la França ocupada.

## Controvèrsies
El general Charles de Gaulle reprotxà a Philippe Pétain (a qui respectava) i, sobretot, a Maxime Weygand (a qui detestava) el principi mateix de l'armistici que lliurava a França lligada de mans i peus al Tercer Reich. En la seva Crida del 18 de juny de 1940, de Gaulle advertia als francesos que "aquesta guerra no es limita al territori del nostre país, aquesta guerra és una guerra mundial", creient fonamentalment que els Estats Units entrarien a la guerra i que units als recursos dels imperis colonials francès i britànic aconseguirien esclafar l'Alemanya Nazi.